# Пшибислав (Куявсько-Поморське воєводство)
Пшибислав (пол. Przybysław) — село в Польщі, у гміні Домброва-Біскупія Іновроцлавського повіту Куявсько-Поморського воєводства.
Населення — 316 осіб (2011).
У 1975-1998 роках село належало до Бидгощського воєводства.

## Демографія
Демографічна структура станом на 31 березня 2011 року:
|          | Загалом | Допрацездатний вік | Працездатний вік | Постпрацездатний вік |
| -------- | ------- | ------------------ | ---------------- | -------------------- |
| Чоловіки | 153     | 37                 | 99               | 17                   |
| Жінки    | 163     | 37                 | 95               | 31                   |
| Разом    | 316     | 74                 | 194              | 48                   |